# Áreas históricas de Baekje
Las áreas históricas de Baekje son un grupo de monumentos ubicados en tres ciudades de Corea del Sur: Gongju, Buyeo e Iksan. Se refieren al último período del Reino de Baekje, que representa el período de 475 a 660 dC, que fue uno de los tres reinos que florecieron desde el año 18 a. La propiedad designada como Patrimonio de la Humanidad por la UNESCO cuenta con ocho sitios arqueológicos. Las áreas históricas incluyen:
- Fortaleza Gongsanseong de Gongju (공주 공산성)
- Tumbas reales en Songsan-ri
- Fortaleza Busosanseong de Buyeo (부소산성) y edificios administrativos de Gwanbuk-ri
- Murallas de la ciudad de Naseong en Sabi
- Wanggung-ri y el Templo Mireuksa en Iksan.[1][2][3]

Las áreas Históricas de Baekje en Corea del Sur fueron declaradas Patrimonio Mundial de la UNESCO el 8 de julio de 2015 en la 39.ª reunión del Comité. Se inscribieron como un patrimonio cultural bajo el Criterio II, por las características culturales y arquitectónicas que los antiguos reinos de Asia Oriental de Corea evolucionaron con respecto a métodos de construcción y budismo e intercambiaron con China y Japón y bajo Criteria III por la arquitectura extraordinaria , cultura, religión y arte del Reino de Baekje en sus capitales, santuarios budistas y estructuras funerarias, y pagodas de piedra.

## Historia

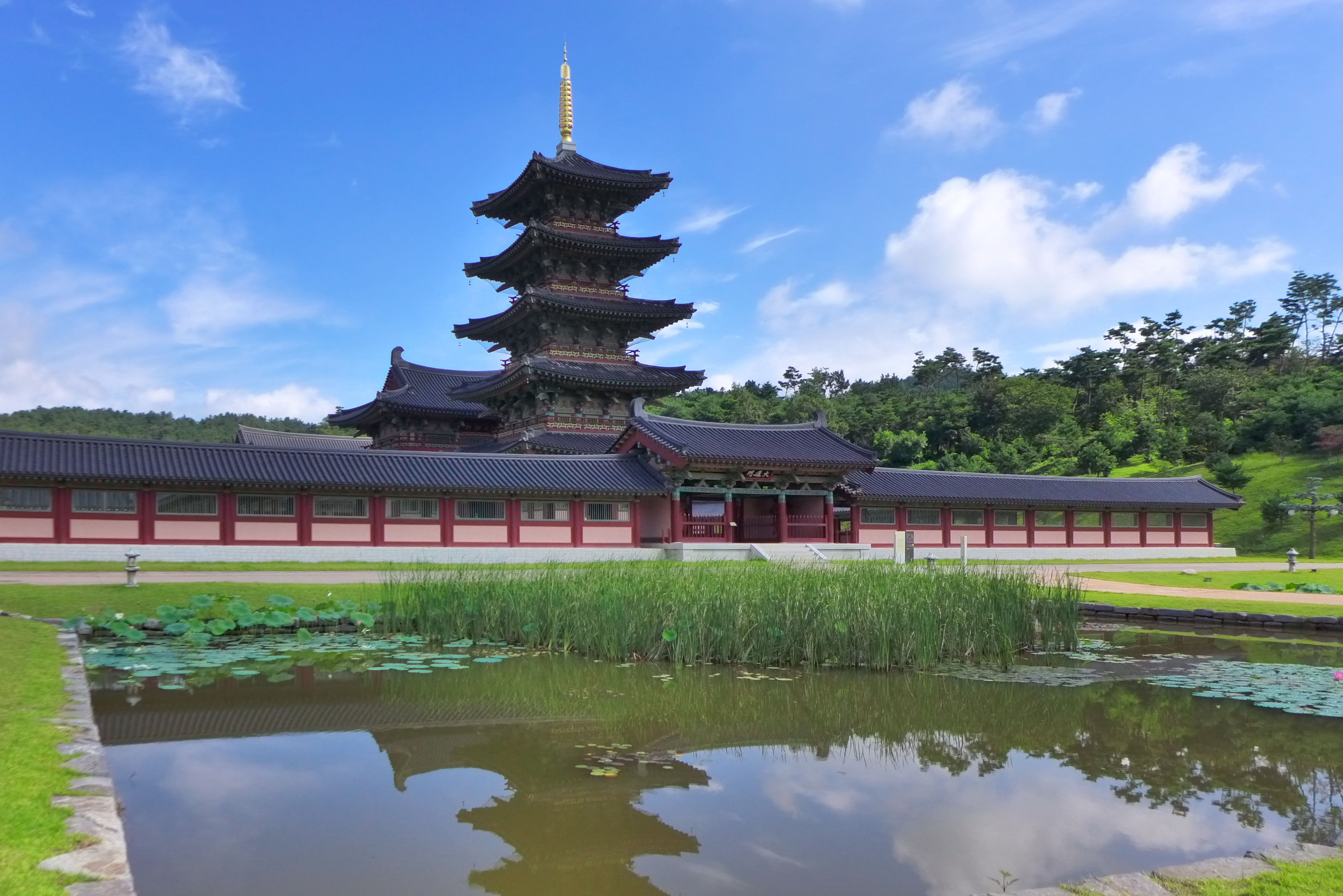
Baekje Cultural Land, Buyeo-gun, Chungcheongnam-do

En Baekje, un antiguo reino de Corea que floreció durante 678 años desde el 18 a. C. hasta el 660 dC: 79–81 , la interacción con los países del este asiático permitió el desarrollo de su propia cultura única, que difiere de los otros dos reinos vecinos de Goguryeo y Silla. Baekje había sido fundada en una pequeña área en las orillas del río Hangang, que es la actual Seúl (Hanseong), en 18 aC: 79-81 , con la población migrando de Goguryeo, y más los años que la ciudad se amplió hacia la parte suroeste del país. Se hizo famoso cultural y económicamente. Finalmente, estallaron guerras entre los tres reinos, y en la batalla Goguryeo ganó y ocupó Baekje, la capital del Reino de Baekje. Baekje entonces relocated de Hanseong a Ungjin, donde la fortaleza de Gongsanseong fue erigida en 475 AD,: 79–81  : y la estableció como su capital. Esta reubicación facilitó que el recién nacido estado de Baekje se embebiera de la cultura y la arquitectura chinas relacionadas con la planificación urbana, y también se suscribió al budismo. Baekje también transmitió sus valores culturales y religiosos a Japón, y Ungjin (construido en el centro del río Geumgang en forma de diamante, 130 kilómetros al este de Seúl, 44) se convirtió en un poderoso influencia en Asia Oriental.
Sin embargo, hubo un movimiento adicional de la capital a Sabi, y un poderoso reino llegó a establecerse en Buyeo en 538 AD.: 79–81   Esta reubicación fue necesaria por razones de comercio y comercio, ya que la capital principal no tenía esta ventaja. [ 44 ] Aquí la ciudad fue desarrollada con un palacio real, fuertes, cementerios reales y un cordón de seguridad de una muralla de la ciudad. Durante el régimen del período de Sabi (538-660 dC), el rey Seong cambió la capital a Buyeo en 538.: 54  Iksan fue establecido como un segundo capital para los propósitos administrativos En 660 AD, Baekje sufrió la derrota en el manos de la Silla, que se había alineado con la dinastía Tang de China.: 79–81 
El budismo encontró su camino a Baekje desde China por primera vez a finales del siglo IV. En el siglo VI, Gyeomik, un monje budista de Baekje, fue a India para aprender más sobre el budismo y traer de vuelta las escrituras, que fueron traducidas al idioma local. La filosofía budista se extendió ampliamente entre todos los sectores de la sociedad, y el gobernante se consideró a sí mismo como Buda para ejercer el control real sobre sus súbditos. Durante este período, muchos grandes templos budistas y pagodas fueron construidos en Baekje. Esto también permitió una estrecha interacción con China y Japón, no solo en el campo de la religión y la filosofía, sino también en la construcción de templos en estos países durante los siglos V a VII. Este período también fue testigo de la aparición de Asia Oriental como un "círculo geocultural" con un patrón de escritura uniforme con caracteres chinos, la práctica del budismo y la adopción de códigos legales confucianos.: 79–81  La ciudad prosperó durante casi 700 años a partir de 18 a. C. a 660 dC con sus reinos vecinos de Goguryeo al norte y Silla al este.: 12–13 
Los sitios del patrimonio están situados en la región montañosa del medio oeste de la República de Corea, en Iksansi Buyeogun en el Jeollabukdo y en el Gongju-si en Chungcheongnam-do.

## Galería

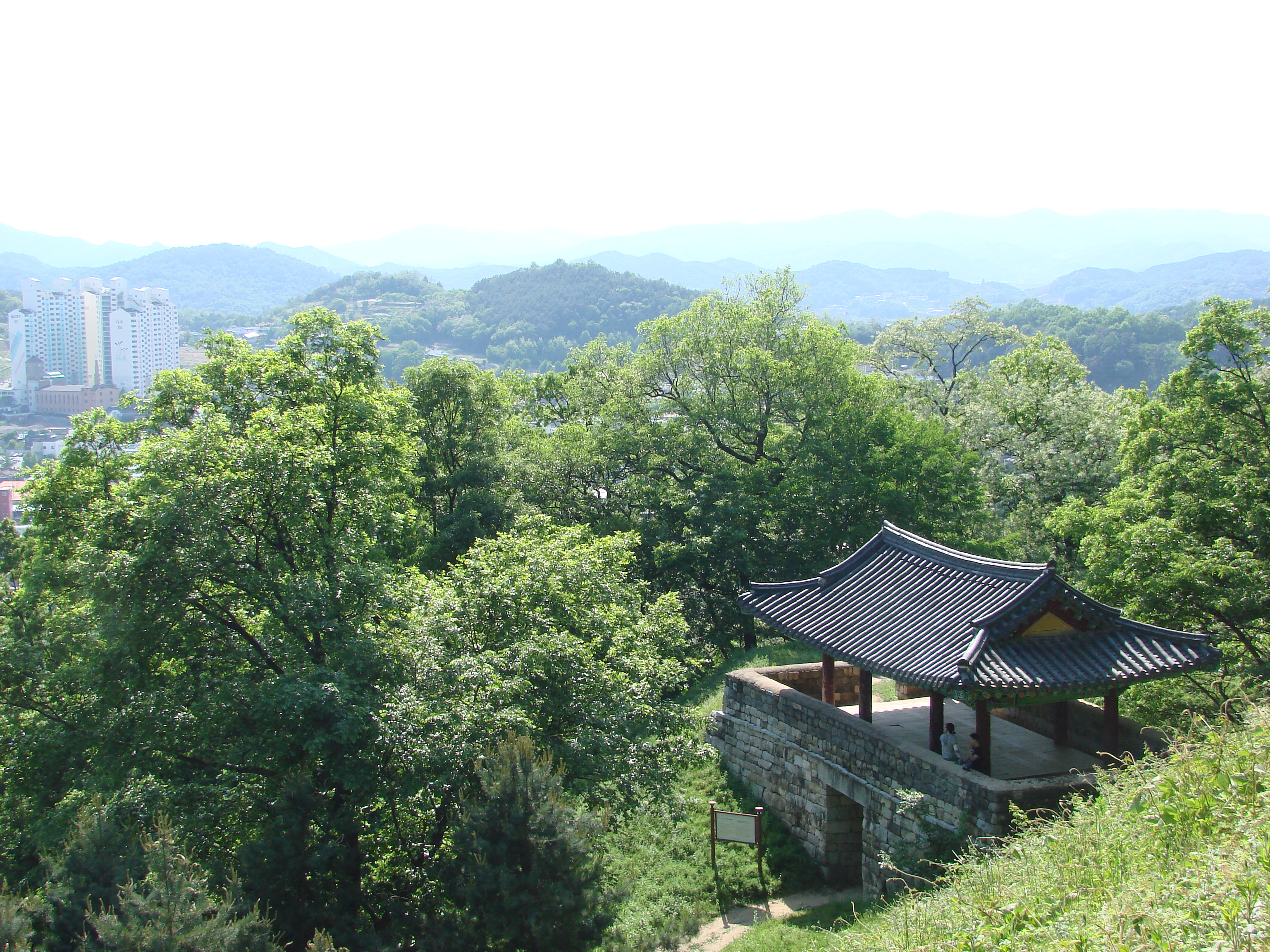
Fortaleza Gongsangeong de Gongju.
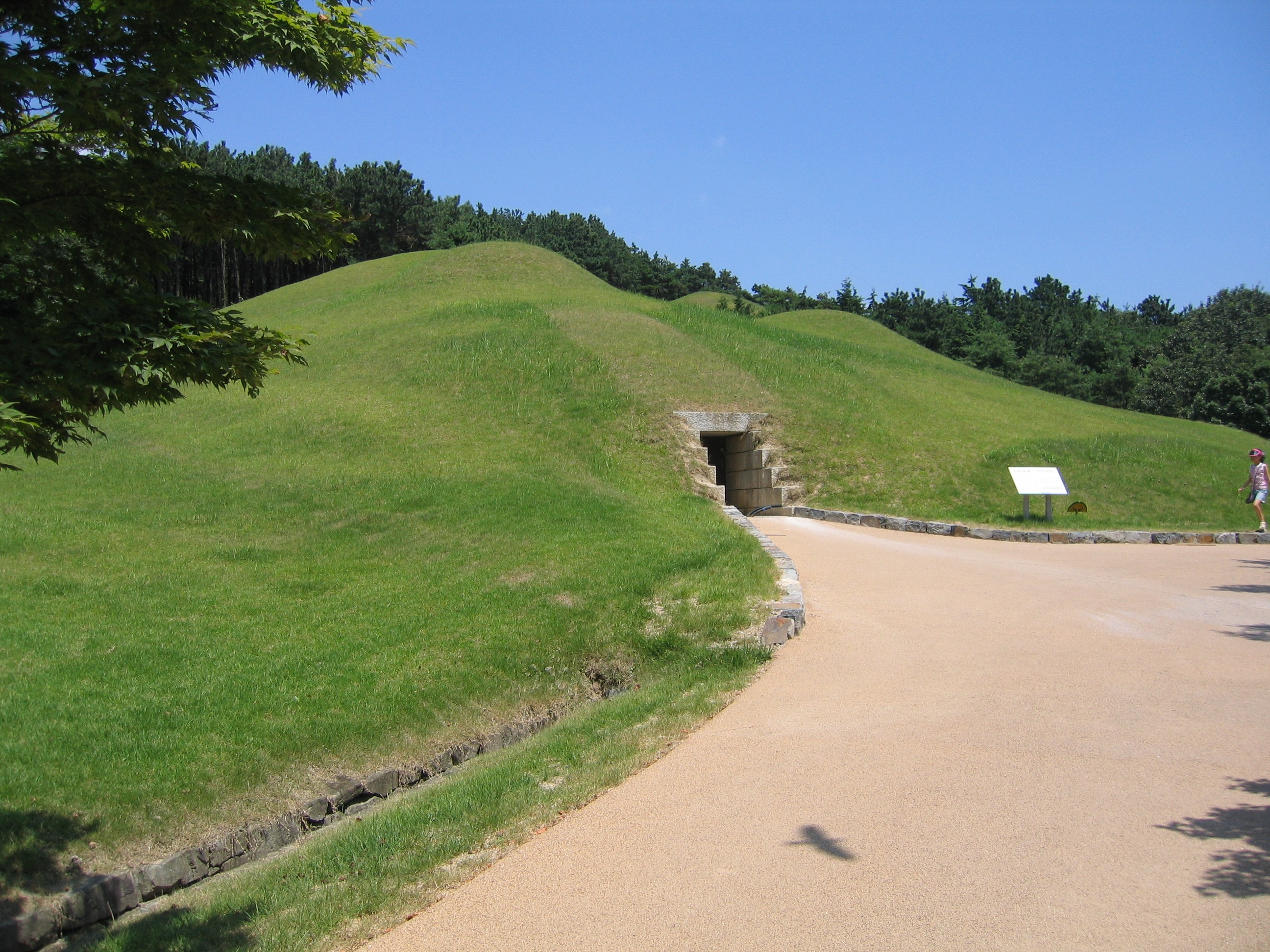
Tumba del Rey Muryeong, una tumba real en Songsan-ri.
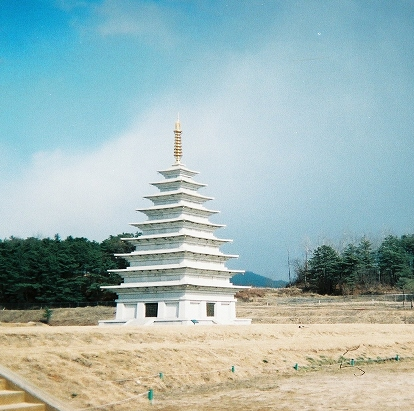
Pagoda reconstruida de Mireuksa.